# Lycium chilense
Lycium chilense Bertero, 1829 è una pianta della famiglia delle Solanacee, nativa del Sud America.
I nomi comuni sono vari: yaullIn, llaullín, yaoyín, coralillo, mata mora.

## Descrizione
È un arbusto che raggiunge tra 0,5 e 2 m di altezza. Ha rami sottili con spine e con foglie caduche allungate e appuntite, di 1–3 cm di lunghezza. I fiori sono ermafroditi, a forma di imbuto, bianchi e con bordo scuro e interno rosso-violaceo. Il frutto è una bacca di forma globulare di colore rosso o arancione e contiene diversi semi.

## Distribuzione e habitat
La specie è diffusa in Bolivia, Paraguay, Cile e Argentina.
Vive in ambienti aridi e predilige luoghi soleggiati e al riparo dal vento.

## Usi
Viene utilizzata come foraggio e le bacche fanno parte della dieta di numerose specie di uccelli.